# Phyllophaga durango
Phyllophaga durango är en skalbaggsart som beskrevs av Saylor 1940. Phyllophaga durango ingår i släktet Phyllophaga och familjen Melolonthidae. Inga underarter finns listade i Catalogue of Life.